# ひばりが丘団地
ひばりが丘団地（ひばりがおかだんち）は、東京都の多摩地域に立地する公団住宅団地、および東京都東久留米市の町域。本記事では両者について記述する。

## 団地として

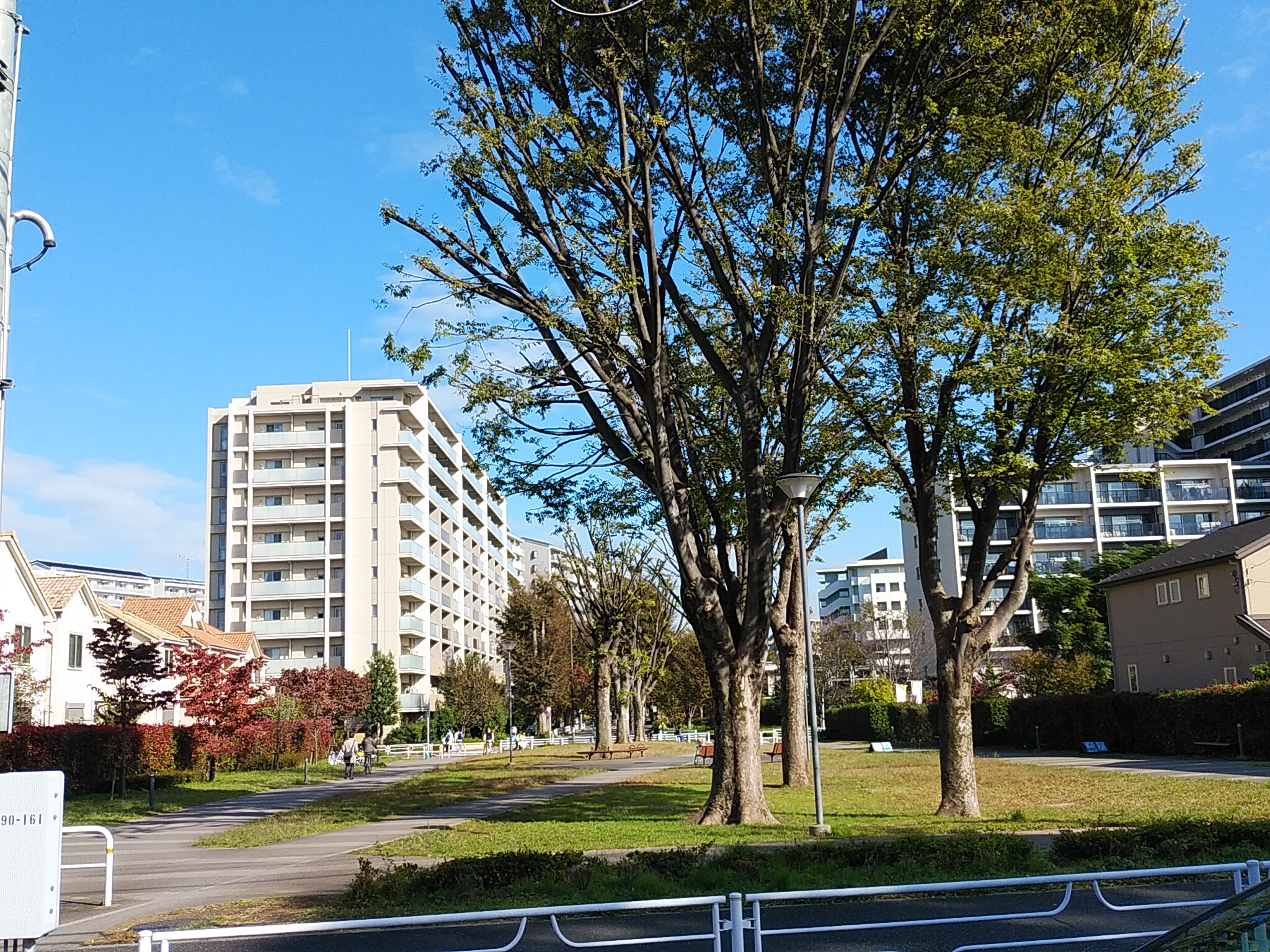
ひばりが丘東けやき公園から望む、ひばりが丘団地（2024年）

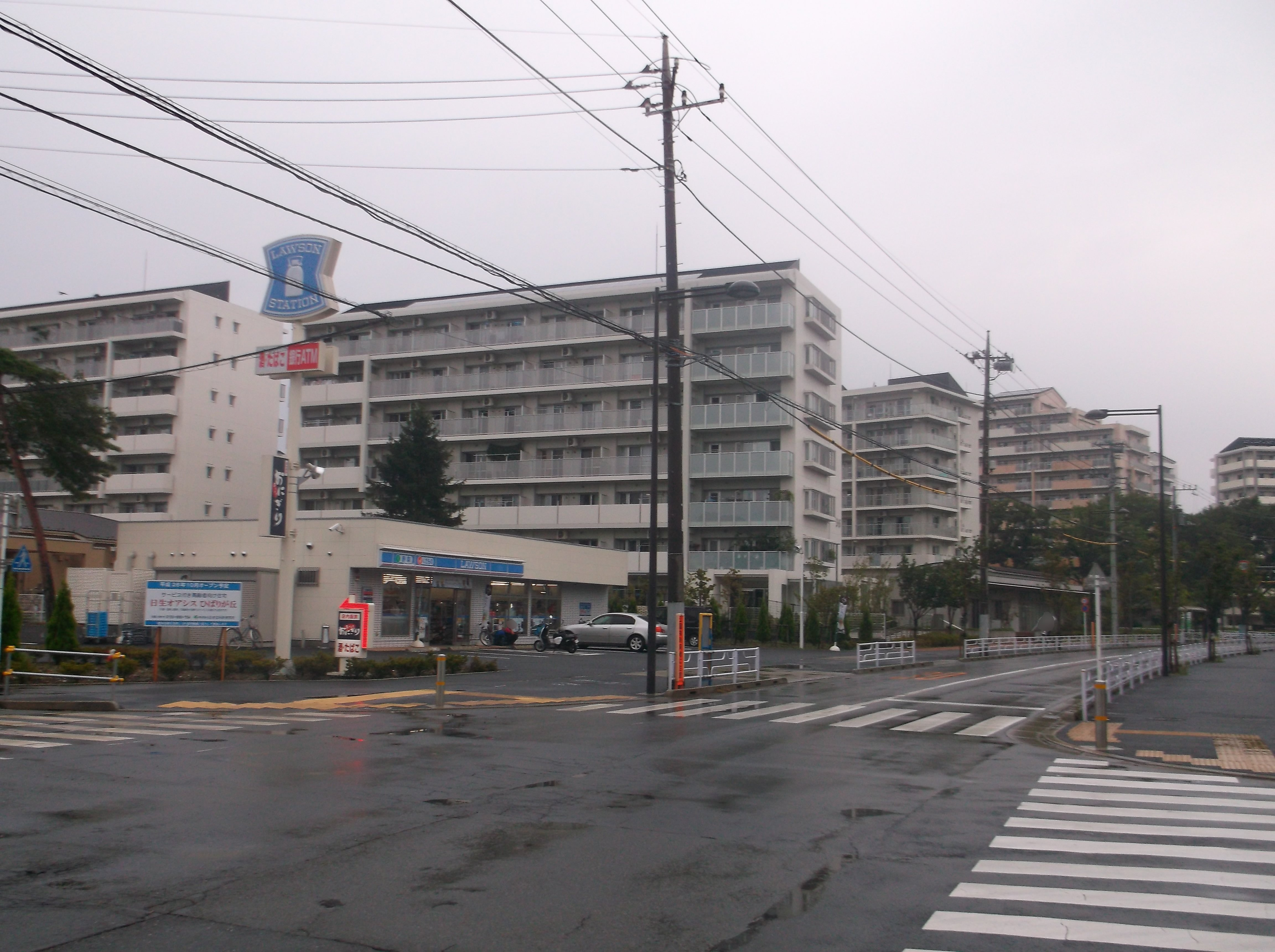
団地交番前付近（西東京市ひばりが丘、2014年2月撮影）

ひばりが丘団地（ひばりがおかだんち）は、東京都の多摩地域に立地する公団住宅団地。1959年（昭和34年）に日本住宅公団（都市再生機構=URの前身）が中島航空金属田無製造所の跡地に造成した。造成当時は日本住宅公団最大の住宅団地であり、「マンモス団地」の嚆矢である。
1999年（平成11年）から2012年（平成24年）にかけ、大規模な再生事業が行われ、中層マンション、戸建て住宅、公共施設が複合した住宅地区へと建て替えられた。

### 沿革
1959年（昭和34年）、当時の北多摩郡保谷町・田無町（のちの保谷市・田無市→合併し西東京市）・久留米町（のちの東久留米市）の3町にまたがる区域に造成された。総敷地面積は34ヘクタールにわたり、建設前には多くが雑木林であった。団地の名称は周辺に麦畑が多くヒバリが多く生息していたことから当時の田無町長により命名された。
この地にそれまで所在した中島航空金属田無製造所は旧中島飛行機の関連会社で、資産や人材の一部は住友重機械工業田無製造所へ移行している。東久留米駅からは貨物線が引き込まれていたが、戦後になって京王帝都電鉄が井の頭線の延伸を狙ってこの貨物線を買収するも西武鉄道の反発などもあり計画は頓挫している（貨物線跡は遊歩道「たての緑道」となっている）。
団地敷地内に野球場・テニスコート・市役所出張所・緑地公園・名店街・学校・スーパーマーケットなどを擁した当団地の街づくりは、のちに各地で建設されることとなる公団住宅の手本となった。
- 竣工当時の諸元
  - 住棟構成 - 180棟・2714戸[1][2]
    - 中層フラット棟 - 92棟（北・南廊下型）
    - テラスハウス - 83棟
    - スターハウス（4階建て） - 4棟
    - 店舗棟 - 1棟

  - 住所
    - 東京都西東京市ひばりが丘三丁目
      - （合併前）保谷市ひばりが丘三丁目 および 田無市ひばりが丘団地 → 田無市ひばりが丘三丁目

    - 東京都東久留米市ひばりが丘団地

1960年（昭和35年）の皇太子・皇太子妃（現在の上皇・上皇后）の視察をはじめとして多数の要人が視察に訪れ、その様子は当時のニュースで配信された。また、1960年には当団地を舞台に団地での生活を紹介した「団地への招待」という映像も制作されている。

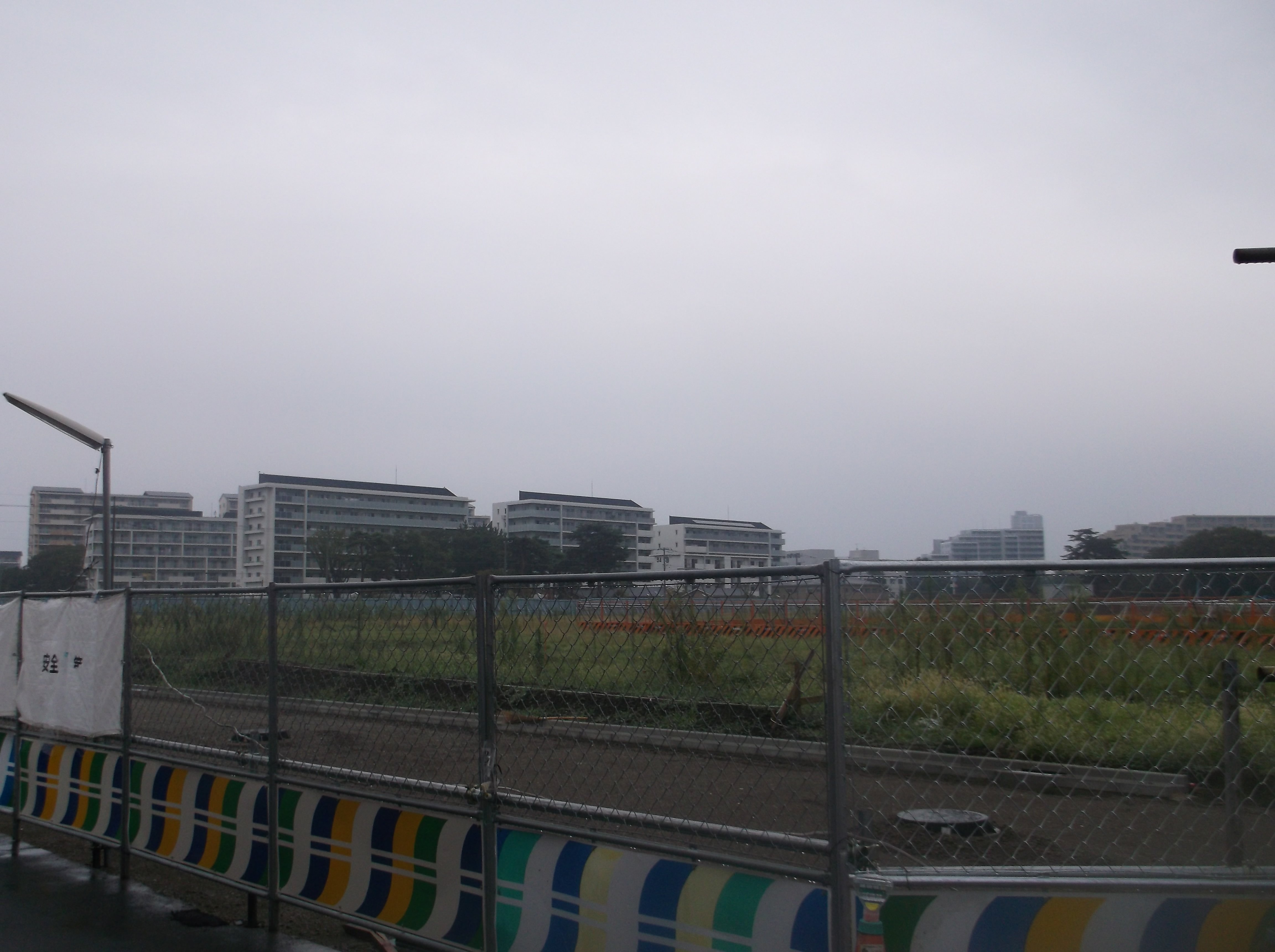
団地再生事業中の状況（2014年8月）。手前は住棟跡地

1999年（平成11年）以降、住棟の老朽化や住民のニーズの変化が進んだために、URは住棟の建て替えを含む「再生事業」に着手。大部分は1,259戸の集合賃貸住宅棟「ひばりが丘パークヒルズ」へ建て替わったほか、一部区域は「ひばりが丘団地再生事業区域」に定められ、民間主導による分譲住宅地やマンションに転用された。
古い住棟の一部は文化財として保存されている。また、一部の建物は建築学上の研究などのために用いられた（後述）。

### 建物等の保存・転用など
2008年（平成20年）、使われなくなった1列4階建ての住棟を3階建てに減築する実験が行われた。
旧住棟は保全を兼ね、公共施設などに転用されている。
- 4階建てフラットの94号棟はサービス付き高齢者向け住宅に改装された[5][3]。
- 2階建てテラスハウスの118号棟は、地域交流施設「ひばりテラス118」に改装された[1][2][6][3]。

竣工当時4棟あったスターハウスのうち53号棟が改修・保存されており、その1階部分が「ひばりが丘パークヒルズ管理サービス事務所」として利用されている。53号棟前には上述の皇太子・皇太子妃が視察した部屋（74号棟208号室）のベランダ部分が、切り取られて保存されている。
東京都江戸東京博物館では、2015年の常設展示リニューアルの際に、1962年（昭和37年）頃のひばりが丘団地の室内の様子を実物大模型で再現した展示を新設した。

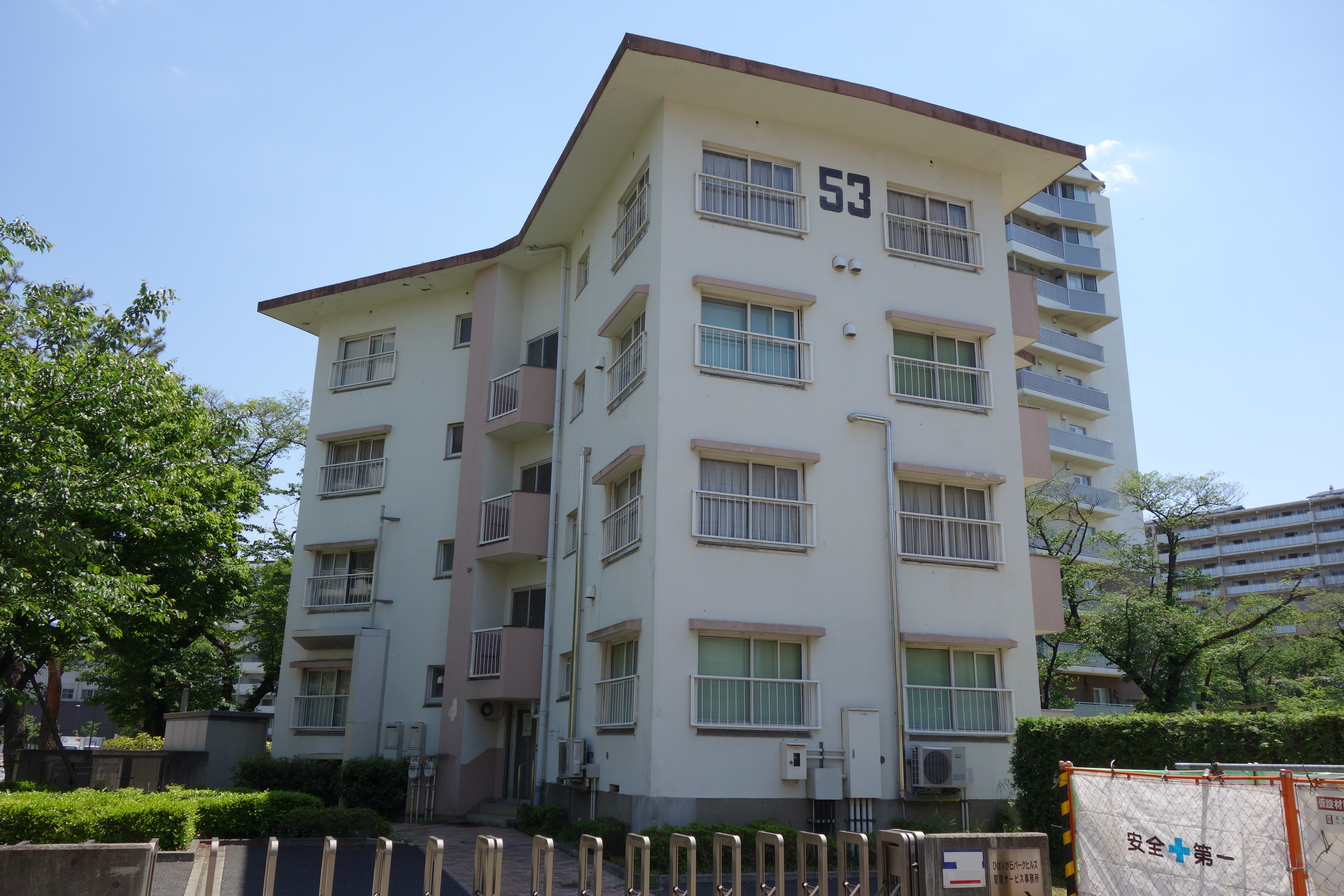
保存された53号棟（スターハウス）
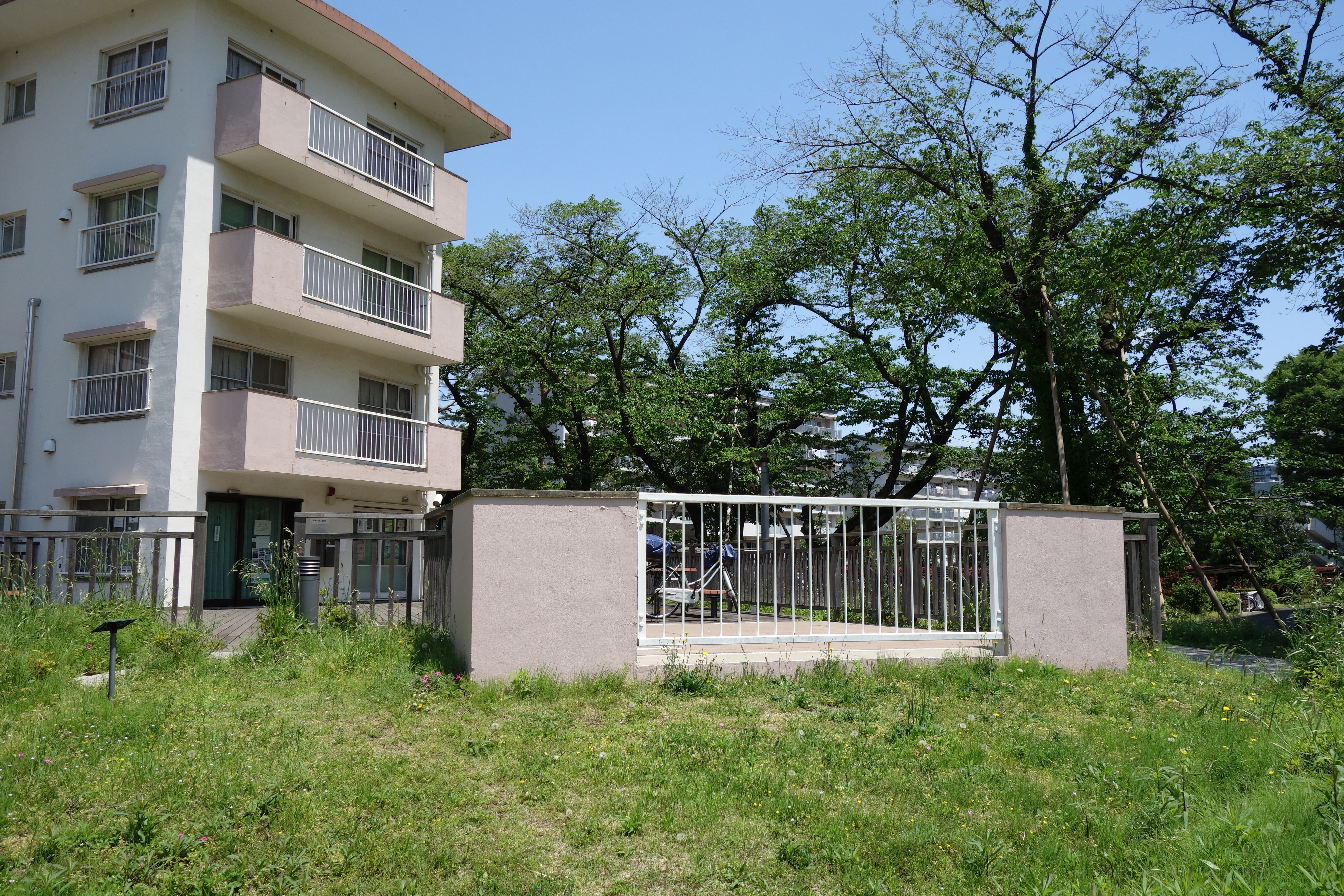
保存された74号棟208号室のベランダ
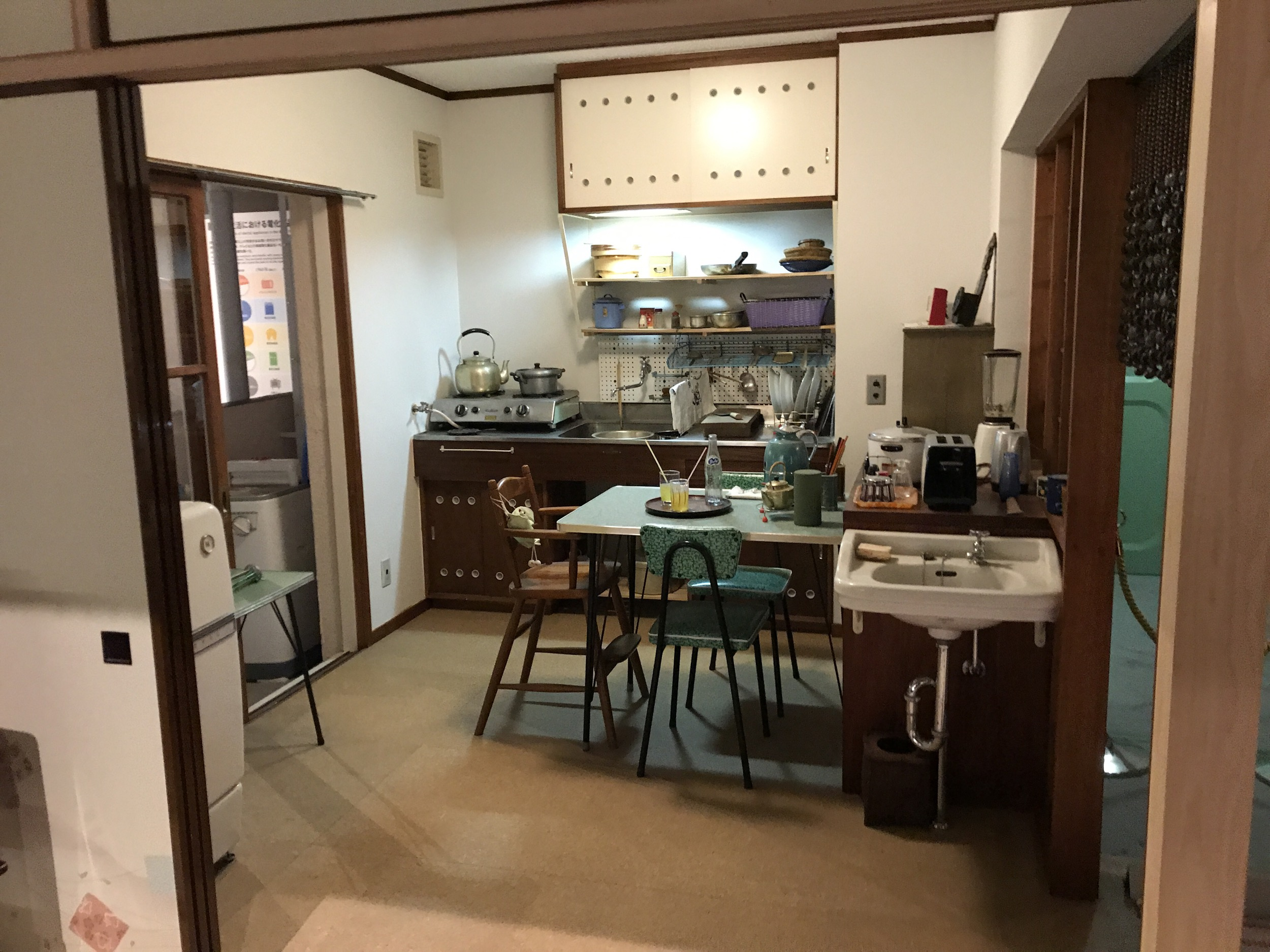
団地室内の復元模型（東京都江戸東京博物館）

### 交通
- 西武池袋線 ひばりヶ丘駅から南西に1.5 km。下記のバスも利用できる。
- 西武バス滝山営業所 - ひばりヶ丘駅を起点に田無駅・武蔵境駅、三鷹駅に発着する以下の系統がある。
  - 境・ひばりヶ丘線（境04・田43） ：ひばりヶ丘駅 - ひばりが丘団地 - 六角地蔵尊前 - 田無駅 - 武蔵境駅
  - 三鷹線（鷹22）：ひばりヶ丘駅 - ひばりが丘団地 - 住友重機械工業前 - 東伏見稲荷神社 - 三鷹駅
  - 境線（境05・深夜バス）：ひばりヶ丘駅 - ひばりが丘団地  - 住友重機械工業前 - 田無駅 - 武蔵境駅（概ね23時以降）
  - 境線（ひばり83）：ひばりが丘団地中央→住友重機械工業前→ひばりヶ丘駅（平日朝のみ）
  - 古河団地線（境07・田44・深夜バス）：ひばりヶ丘駅 - ひばりが丘団地北口 - イオンモール東久留米 - 文華女子高前 - 田無駅 - 武蔵境駅
  - ひばり滝山線（ひばり81・82）：ひばりヶ丘駅 - ひばりが丘団地北口 - イオンモール東久留米 - （ひばり81：南沢五丁目、ひばり82：前沢一丁目経由） - 滝山営業所
  - 団地内バス停留所 - 中原小学校、ひばりが丘団地（旧・団地西友前）、交番前、ひばりが丘団地西口、ひばりが丘団地北口、南沢、東京道、ひばりが丘団地中央[9]

## 町名として
ひばりが丘団地（ひばりがおかだんち）は、東京都東久留米市の町域。現行行政地名はひばりが丘団地。郵便番号は203-0022。

### 地理
東久留米市の東部。町名の通り「ひばりが丘団地」が存在する。「丁目」の設定のない単独町名である。
郵便番号は203-0022。
東から時計回りに、西東京市ひばりが丘、東久留米市南沢、東久留米市学園町、に隣接する。

## 小・中学校の学区
市立小・中学校に通う場合、学区は以下の通りとなる。

2025年4月現在
| 丁目 | 番地 | 小学校     | 変更承認区域 |
| ---- | ---- | ---------- | ------------ |
| 全域 | 全域 | 第五小学校 |              |

| 丁目 | 番地 | 中学校   | 変更承認区域 |
| ---- | ---- | -------- | ------------ |
| 全域 | 全域 | 南中学校 |              |

## 交通

### 鉄道
鉄道空白地帯となる。
下記の駅がバス利用等での主な利用圏内となる。
| バス移動で利用可能な駅 |
| --- |
| 西武池袋線 - ひばりヶ丘駅(SI 13) - 東久留米駅(SI 14) 西武新宿線 - 田無駅(SS 17) JR中央線 西武多摩川線 - 武蔵境駅(JC 13)(SW 01) |

### バス
- 西武バス滝山営業所…周辺の路線を運行している。